# Topsy-Turvy
Pour plus de détails, voir Fiche technique et Distribution.
Topsy-Turvy est un film britannique réalisé par Mike Leigh, sorti en 1999.

## Synopsis
Londres, 1884. Le duo à succès de l'opéra-comique Gilbert et Sullivan, respectivement librettiste et compositeur, bat brusquement de l'aile, au grand dam de l'équipe qui l'entoure et travaille grâce à lui. Le frêle Sullivan, outre les problèmes de santé qu'il connaît à cause d'un rythme de travail effréné, ressent le besoin impérieux de marquer une pause dans sa production, avant de se consacrer à un répertoire plus sérieux, rompant l'association avec son partenaire dont l'absence de renouvellement l'insupporte. Le salut de leur contrat viendra peut-être d'une inspiration japonisante…

## Fiche technique
- Titre : Topsy-Turvy
- Réalisation : Mike Leigh
- Scénario : Mike Leigh
- Production : Simon Channing-Williams et Georgina Lowe
- Musique : Sir Arthur Sullivan, W. S. Gilbert, Carl Davis
- Distributeur : Pathé Distribution
- Photographie : Dick Pope
- Montage : Robin Sales
- Décors : Eve Stewart et John Bush
- Costumes : Lindy Hemming
- Pays d'origine : Royaume-Uni
- Format : Couleurs
- Genre : Comédie dramatique
- Durée : 160 minutes
- Date de sortie : 1999

## Distribution
- Allan Corduner :  Sir Arthur Sullivan
- Jim Broadbent :  W. S. Gilbert
- Sukie Smith :  Clothilde
- Wendy Nottingham :  Helen Lenoir
- Roger Heathcott :  Banton
- Stefan Bednarczyk :  Frank Cellier
- Geoffrey Hutchings :  Armourer
- Timothy Spall :  Richard Temple (The Mikado)
- Dexter Fletcher :  Louis
- Francis Lee :  Butt
- Alison Steadman : Madame Leon
- William Neenan :  Cook
- Adam Searle :  Shrimp
- Martin Savage :  George Grossmith (Ko-Ko)

## Distinctions
- Oscar du meilleur maquillage pour Christine Blundell et Trefor Proud
- Oscar des meilleurs costumes pour Lindy Hemming
- Coupe Volpi du meilleur acteur à Venise pour Jim Broadbent